# Hyvin Jepkemoi
Hyvin Kiyeng Jepkemoi (13 januari 1992) is een Keniaanse atlete, die is gespecialiseerd in de 3000 m steeple. Ze werd eenmaal wereldkampioene in deze discipline. Daarnaast nam ze tweemaal deel aan de Olympische Spelen, wat haar eenmaal een zilveren en eenmaal een bronzen medaille opleverde.

## Loopbaan
In 2012 won Jepkemoi een bronzen medaille bij de Afrikaanse kampioenschappen in Porto-Novo. Bij de wereldkampioenschappen van 2013 in Moskou moest ze genoegen nemen met een zesde plaats. De beste prestatie van haar sportieve loopbaan behaalde ze in 2015. Ze won op de WK in Peking een gouden medaille op de 3000 m steeple. Met een tijd van 9.19,11 finishte ze voor de Tunesische Habiba Ghribi (zilver; 9.19,24) en de Duitse Gesa Felicitas Krause (brons; 9.19,25).
Op de Olympische Spelen van 2016 in Rio de Janeirio kwam ze op de 3000 m steeple uit op een tijd van 9.07,12, wat goed was voor een zilveren medaille. De wedstrijd werd gewonnen door de Bahreinse Ruth Jebet in 8.59,75.

## Titels
- Wereldkampioene 3000 m steeple - 2015
- Afrikaanse Spelen kampioene 3000 m steeple - 2011
- Keniaans kampioene 3000 m steeple - 2015

## Persoonlijke records
| Onderdeel      | Prestatie       | Datum             | Plaats  |
| -------------- | --------------- | ----------------- | ------- |
| 1500 m         | 4.19,35         | 2 april 2016      | Kisii   |
| 3000 m         | 8.35,13         | 25 september 2020 | Doha    |
| 5000 m         | 15.35,04        | 13 juli 2019      | Nairobi |
| 3000 m steeple | 9.00,01 (ex-AR) | 28 mei 2016       | Eugene  |

## Palmares

### 3000 m steeple
Kampioenschappen
- 2011:  Afrikaanse Spelen - 10.00,50
- 2012:  Afrikaanse kamp. - 9.45,95
- 2013: 6e WK - 9.22,05
- 2015:  Keniaanse kamp. - 9.33,40
- 2015:  WK - 9.19,11
- 2016:  OS - 9.07,12
- 2017:  WK - 9.04,03
- 2019: 8e WK - 9.13,53
- 2021:  OS - 9.05,39

Diamond League podiumplekken
- 2015:  Qatar Athletic Super Grand Prix - 9.22,11
- 2015:  Aviva Birmingham Grand Prix - 9.25,20
- 2015:  Golden Gala - 9.15,08
- 2015:  Herculis - 9.12,51
- 2015:  Memorial Van Damme - 9.10,15
- 2016:  Shanghai Golden Grand Prix - 9.07,42
- 2016:  Bislett Games - 9.09,57
- 2017:  Qatar Athletic Super Grand Prix - 9.00,12
- 2018:  Golden Gala - 9.04,96
- 2018:  Bislett Games - 9.04,96
- 2021:  Stockholm Bauhaus Athletics - 9.04,34
- 2021:  Herculis - 9.03,82

### 5000 m
- 2011: 4e Afrikaanse Spelen - 15.42,64
- 2011: 5e Keniaanse WK Trials in Nairobi - 16.09,3

### 4 Eng. mijl
- 2015:  4 Mijl van Groningen - 19.53

## Onderscheidingen
- Keniaanse sportvrouw van het jaar - 2015

2005 Docus Inzikuru ·
2007 Jekaterina Volkova ·
2009 Marta Domínguez ·
2011 Habiba Ghribi ·
2013 Milcah Chemos Cheywa ·
2015 Hyvin Jepkemoi ·
2017 Emma Coburn ·
2019 Beatrice Chepkoech ·
2022 Norah Jeruto ·
2023 Winfred Mutile Yavi